# Кузман Тодоровић
Кузман Тодоровић (такође и Теодоровић; Хрватска војна крајина?, 1787 – Венеција, 2. октобра 1858) био је аустријски генерал. Током 1849. године, био је формално главни командант српских трупа у борби против мађарских снага током Српске револуције.

## Биографија
Кузман Тодоровић је прошао официрску каријеру у аустријској војсци. Године 1815. је био капетан, 1832. мајор, 1837. потпуковник у Личкој регименти у Госпићу, а од 1838. пуковник и њен командант. Од 1847. године је генерал-мајор и командант бригаде у Карловцу. Учествовао је у сузбијању мађарских револуционара, укључујући у неуспелом походу бана Јосипа Јелачића на Мађарску у јесен 1848.
Након изненадне смрти војводе Стевана Шупљикца 15./27. децембра 1848., који је командовао српским снагама у борби против мађарске војске, патријарх Јосиф Рајачић је привремено поставио пуковника Фердинанда Мајерхофера, а од почетка јануара 1849. године трајно генерала Тодоровића за новог главног заповедника, мада је дефакто главнокомандујући остао Мајерхофер. Избор конзервативног и опрезног патријарха је био мотивисам тиме што је Тодоровић био најстарији по чину официр српског порекла у аустријској армији, а истовремено се није истакао као ватрени поборник српског националног покрета попут Ђорђа Стратимировића, првог фактичног вође српских војски и Рајачићевог супарника, већ је био официр лојалан изван свега цару и Аустрији.
Тодоровић је испрва са успехом водио битке код Вршца, Арада и Сегедина, између осталог против мађарских јединица Јована Дамјанића (мађ. Damjanics János), и запосео западни Банат, док су упоредо у Бачкој напредовале српске трупе, уклључујући добровољачке јединице из Србије, под командом Стевана Книћанина. После преокрета у марту 1849. са поразима код Меленаца и Великог Бечкерека од Јожефа Бема и Мора Перцела и све даљег повлачења на југ, Тодоровић је смењен са функције главног команданта српских снага у мају 1849.
Након коначне победе царских снага над мађарском револуцијом је 1849. године примио племићку титулу витез од Шиценбурга и унапређен је у генерал-пуковника. До 1855. је наставио са дужношћу бригадира у Карловцу, а 1856. је распоређен у Венeцију, где је 1858. кратко по пензионисању умро.
Одликован је Орденом за грађанске заслуге Краљевине Саксоније и аустријским Орденом Леополда.
За њим је остала удовица Марија Тодоровић фон Шиценбург. Син Теодор је направио каријеру у војној и цивилној служби Аустроугарске.